# Juan Rubén Martínez

Juan Rubén Martínez (n. en Vicente López, Buenos Aires, 20 de enero de 1953) es el actual obispo de Posadas, Misiones.

## Biografía
Fue ordenado sacerdote el 22 de diciembre de 1979 en San Isidro. Fue elegido obispo de Reconquista el 12 de febrero de 1994, y posteriormente ordenado el 19 de marzo de 1994. El 25 de noviembre de 2000 se produjo su traslado como el cuarto obispo de Posadas y la toma de posesión en esta sede tuvo lugar el 10 de marzo de 2001. En la Conferencia Episcopal Argentina es Presidente de la Comisión Episcopal para Apostolado de los Laicos y Pastoral Familiar.